# Wellsee (Kilonia)
Wellsee, Kiel-Wellsee – dzielnica miasta Kilonia w Niemczech, w kraju związkowym Szlezwik-Holsztyn.